# Clusia leprantha
Clusia leprantha är en tvåhjärtbladig växtart som beskrevs av Carl Friedrich Philipp von Martius. Clusia leprantha ingår i släktet Clusia och familjen Clusiaceae. Inga underarter finns listade i Catalogue of Life.